# Tatra T5
Tatra T5 byl typ československé tramvaje, kterou vyrobil podnik ČKD Praha, závod Tatra Smíchov v roce 1972. Vůz měl být jedním ze základních typů pro novou unifikovanou typovou řadu, která měla snížit pracnost výroby a uspokojit všechny zákazníky (NDR, Sovětský svaz a další).

## Historické pozadí
Již od začátku výroby tramvají v 50. letech 20. století byla většina vozů koncipována tak, aby se v co nejvyšší míře vyhovělo pražskému dopravního podniku. Požadavkům různých provozovatelů a zákazníků tak nešlo snadno vyhovět, a ti se tak museli přizpůsobit. Jedinou výjimkou byl vývoj úzkorozchodných podvozků v roce 1957, který byl zapříčiněn ukončením výroby starých dvounápravových vozů pro menší provozy. S příchodem „té trojek“ začal od roku 1961 i vývoj kloubového vozu K1, jehož koncepce se mnohokrát změnila, až padlo definitivní rozhodnutí o šestinápravovém dvoučlánkovém vozu, který vycházel z koncepce PCC. Po výrobě dvou prototypů K1 ev. č. 7000 a 801 se konal jejich zkušební provoz v letech 1966–1968 v Ostravě. Poté byly oba kusy vráceny výrobci kvůli značné poruchovosti stykačové výzbroje UA 11. Následně byl takřka narychlo vyvinut typ K2, který sice sdílel s typem K1 mechanickou část, ale s původními vozy T3 mnoho společného neměl; odlišoval se zejména svojí mechanickou částí. Později byl vyvinut i typ T4 s odvozeným vlečným vozem B4, které s původním typem T3 sdílely již většinu částí. Koncem 60. let tak smíchovský závod začal uvažovat nad novou typovou řadou unifikovaných vozidel, jež by splnila možnost uspokojení různých požadavků jednotlivých zákazníků.

## Konstrukce
Tatra T5 byl jednosměrný čtyřnápravový motorový tramvajový vůz. Vozová skříň byla celokovová, tvořená převážně z profilů Jäkl. U rámu vozové skříně byl vypuštěn, podobně jako u typu K1, masivní středový nosník s rozvětvením v místě zrychlovače z důvodu, že koncepce tohoto vozu vycházela z tehdejších úvah na unifikovanou řadu T a KT. To znamená, že z několika sólo vozů bylo možné jejich dělením a drobnými úpravami vytvořit jiný typ (např. z typu T5 vytvořit kloubový čtyřnápravový typ KT4, či šestinápravový typ KT6). Bočnice byly obloženy v podokenní části skříně nýtovanými vlnitými plechy, jež byly pro tento vůz charakteristické a které také zjednodušovaly výrobu a případnou vyměnitelnost (odpadlo svařování a rovnání nosných plechů). V pravé bočnici se nacházela čtyři velká hranatá okna, která měla být uchycena do nově řešeného tlustého gumového profilu, ve kterém by bylo celé okno drženo nikoli jako u předchozích typů T3, T4 a K2 (respektive K1) na praporku dvou spojených lisovaných dílů, ale přímo celou šířkou profilů Jäkl. Při stavbě tohoto prototypu se toto řešení provedlo pouze na některých oknech, většina oken (zejména boční) byla uchycena v úzkém gumovém profilu na praporku dle starších typů. Dveře byly odlišné od starších vozů, protože byly též tvořené z profilů Jäkl a jejich skla byla stejně jako boční v hranatém provedení. V levé bočnici se nacházelo sedm oken, přičemž první, prostřední (čtvrté) a poslední byla užší oproti ostatním. Pod prostředním oknem se nacházela mříž motorgenerátoru. Na bocích předního čela se poblíž světlometů nacházela pouze dvojice směrových hranatých světel.
V interiéru se nacházela čalouněná sedadla, uchycená v tubkovitých rámech. Jejich uspořádání bylo příčné ve třech řadách 1+2. Větrání bylo provedeno větracími klapkami na obou čelech vozu, obdobně jako u autobusů Karosa řady Š. Tento prvek byl již dříve vyzkoušen na pražském voze T3 ev. č. 6449 mezi lety 1969–1971, který byl poté v roce 1972 vrácen do původního stavu. Pro větrání dále sloužily posuvné části oken a střešní větráky.
Elektrická výzbroj byla před rokem 1971 velkou neznámou, protože se často měnila koncepce vozu i projektu nové unifikované řady. V původním plánu bylo, že se do něj dosadí již v té době (1970) vyvíjená výzbroj TV1 (tehdy označená jako UB 15). V roce 1971 se ale tento plán změnil co se týče požadavků pro výzbroj a vůz samotný, což bylo zapříčiněno především nutností vyššího výkonu motorů a úpravami výzbroje dle norem Sovětského svazu. Následně bylo rozhodnuto výzbroj TV1 nechat jen pro modernizaci starých vozů T3 a pro novou typovou řadu vyvinout novou výzbroj označenou jako TV2. Kvůli několika zpožděním se zkouškami typu T5 bylo nakonec rozhodnuto, že se do něj provizorně zabuduje odporová „zrychlovačová“ výzbroj UB 16, vycházející z výzbroje TR 37. Vůz byl vybaven pantografem polského typu dle tehdejších vozů provozovanými DP Praha.
Vzhled vozové skříně, vycházející ze studie Františka Kardause, v níž využil inspiraci vzhledem zadní části automobilu Renault 16, byl navržen na základě dobových technologických a materiálových možností socialistického Československa. Využité Kardausovo čelo nevypadalo se zbytkem tramvaje příliš konzistentně.
Konstrukční práce na novém voze začaly v roce 1969, načež se pak přerodily do projektu „Čtyřnápravová tramvaj pro bezkontaktní elektrovýzbroj“, s čímž souvisel i vývoj nové výzbroje s tyristorovou pulsní regulací, která se tak stala spouštěčem nového projektu. Protože nebylo možné určit, kdy bude nová výzbroj hotová, přikročilo se předčasně ke zpracování mechanické části, která musela splňovat požadavky a normy ČSSR, SSSR a NDR. To zahrnovalo i možnost konstrukce skříní s různou délkou a šířkou s nejvyšším počtem vyměnitelných dílů a schopností provozu na rozchodech 1000, 1435 a 1524 mm; aby se příčným dělením vozy daly po minimálních úpravách znovu spojit do článkových vozů, u kterých by bylo možné pod kloub umístit trakční nebo běžný podvozek; aby topení, rozmístění částí výzbroje, osvětlení a větrání bylo u všech vozů obdobné a jejich parametry odpovídaly požadavkům tramvají konstruovaným po roce 1970 a zároveň byly přibližně shodné, a dále možnost využití jak tyristorové, tak i odporové výzbroje.

## Varianty
S příchodem nové typové řady souviselo i nové typové označování tramvají. To vzniklo z pracovních označení variant této typové řady (T5A, T5B, KT4, KT6 a KT8). Z vozu T5 byly v 70. letech vyprojektovány další vozy, které z tohoto typu pouze vycházely, šlo o T5B6t (se širší vozovou skříní a novou výzbrojí TV2), T5C5 (obousměrná varianta se sériopararelní výzrojí UB 20) a T5A5t (odvozený typ z T5C5 v jednosměrném provedení s výzbrojí TV3), přičemž písmeno „t“ označuje tyristorovou výzbroj. Protože ČKD později přešlo na nový systém označování, byl i tento prototyp později označen jako T5A5.

## Dodávky
V roce 1972 byl vyroben jediný vůz, který jezdil pouze ve zkušebním provozu.
| Současný stát | Město             | Článek | Typ | Roky dodávek | Počet vozů | Evidenční čísla při dodání | Poznámky |
| ------------- | ----------------- | ------ | --- | ------------ | ---------- | -------------------------- | -------- |
| Česko         | ČKD Tatra Smíchov | –      | T5  | 1972         | 1 kus      | 8000                       |          |

## Provoz
V roce 1972 byl vyroben první prototyp tramvaje T5 (evidenční číslo 8000) na základě zadaných požadavků. Od ledna 1973 do března 1974 probíhaly jeho zkoušky v Praze, při kterých vůz najel 43 000 km. Poté proběhla repase vozu, při které byla pozměněna konstrukce oken dosazením rohovníků, díky nimž se konstrukce zpevnila a nepraskala, rovněž okna se tím i v rozích zakulatila; dále byly zrušeny čelní větrací klapky, pod blinkry na předním čele přibyla nově poziční světla, mírně byl změněn nátěr vozu a došlo k dalším vylepšením. Od září 1974 byl vůz zapůjčen do Mostu, kde další dva roky nadále jezdil ve zkušebním provozu (částečně i s cestujícími), jehož účelem bylo provedení většiny důležitých zkoušek. Po návratu do ČKD byla do vozu dosazena a zkoušena tyristorová výzbroj TV1. V roce 1984 byla výzbroj opět vyměněna a prototyp sloužil jako zkušební vozidlo pro zkoušky mnohočlenného řízení tramvají Tatra T6A2 s vlečným vozem B6A2. Vozidlo bylo sešrotováno v roce 1986.
Z původní vize tak nakonec nezbylo skoro nic, typová řada T6, jež vznikla modifikací řady T5, unifikaci nesplňovala a typ T3 a od něj odvozené typy T4 a K2 se tak nepodařilo zcela nahradit; i proto musely být technicky zastaralé typy vyráběny až do 80. let 20. století. Z řady T5 byl sériově vyráběn pouze oboustranný typ Tatra T5C5.